# آیشباخ (کرش)
آیشباخ (به آلمانی: Körsch#Zuflüsse) یک رود در آلمان است که در بادن-وورتمبرگ واقع شده‌است.